# 小清水はなことりの宿ユースホステル
小清水はなことりの宿ユースホステル（こしみずはなことりのやどユースホステル）は、日本ユースホステル協会に加盟していた北海道のユースホステル。
涛沸湖東岸部のほとりにあった。旧称はオホーツク小清水ユースホステル。2022年3月31日に閉館した。

## 設備
- 個人や小グループに適している
- 団体の利用に適している
- グループで一室利用可
- 駐車場あり
- 駐輪場あり
- 洗濯機あり
- 乾燥機あり
- 荷物預かりあり
- 全室禁煙
- 周辺に温泉あり
- レンタサイクルあり

## 休館
- 10/15-12/15,1/10-31,その他臨時休館有り

## アクセス
- JR釧網本線浜小清水駅 徒歩20分
- JR釧網本線(臨)原生花園駅（季節営業）より斜里行きバス浦土別入口下車 徒歩12分
- 浜小清水駅より送迎可能